# Lise Meitner
Lise Meitner (Viena, 7 de noviembre de 1878-Cambridge, 27 de octubre de 1968) fue una reconocida científica austriaca que contribuyó a los descubrimientos del elemento protactinio y la fisión nuclear. Mientras trabajaba en el Instituto Kaiser Wilhelm sobre radiactividad, descubrió el isótopo radiactivo protactinio-231 en 1917. Formó parte del equipo que descubrió la fisión nuclear, en el año 1938, junto a su sobrino Otto Robert Frisch y el físico Otto Hahn, amigo suyo —aunque por este logro Hahn fue el único en recibir el Premio Nobel—. Albert Einstein la elogió como la «Marie Curie alemana».
Al completar su investigación doctoral en 1905, Meitner se convirtió en la primera mujer de la Universidad de Viena y la segunda en el mundo en obtener un doctorado en física. Pasó la mayor parte de su carrera científica en Berlín, Alemania, donde fue profesora de física y jefa de departamento en el Instituto Kaiser Wilhelm; fue la primera mujer en convertirse en profesora titular de física en Alemania. Perdió estos puestos en la década de 1930 debido a las leyes raciales de Núremberg introducidas en la Alemania nazi. En 1938 huyó a Suecia, donde vivió durante muchos años, convirtiéndose finalmente en ciudadana sueca.
En una carta que escribió en 1945, Lise Meitner se lamentaba:
«Resulta trágico que, incluso personas como Laue y Otto, no comprendieran a qué suerte abandonaba su pasividad a su propio país.»
A mediados de 1938, Meitner con los químicos Otto Hahn y Fritz Strassmann del Instituto Kaiser Wilhelm descubrió que bombardear el torio con neutrones producía diferentes isótopos. Hahn y Strassmann más adelante en el año demostraron que los isótopos de bario podrían formarse por bombardeo de uranio. A finales de diciembre, Meitner y Frisch resolvieron el fenómeno de tal proceso de escisión. En su informe de la edición de febrero de Nature de 1939, le dieron el nombre de "fisión". Este principio condujo al desarrollo de la primera bomba atómica durante la Segunda Guerra Mundial y, posteriormente, a otras armas nucleares y reactores nucleares.
Meitner recibió muchos premios y honores al final de su vida, pero no compartió el Premio Nobel de Química de 1944 por la fisión nuclear, que fue otorgado exclusivamente a Otto Hahn,  colaborador suyo desde hacía mucho tiempo. Varios científicos y periodistas han calificado su exclusión de "injusta". Según el archivo del Premio Nobel, fue nominada 19 veces al Premio Nobel de Química entre 1924 y 1948, y 30 veces al Premio Nobel de Física entre 1937 y 1967. A pesar de no haber sido galardonada con el Premio Nobel, Meitner fue invitada a asistir a la Lindau Nobel Laureate Meeting en 1962. 
Meitner recibió muchos otros honores, entre ellos el dar al elemento químico 109 el nombre de meitnerio, en 1997.

## Primeros años de Lise Meitner

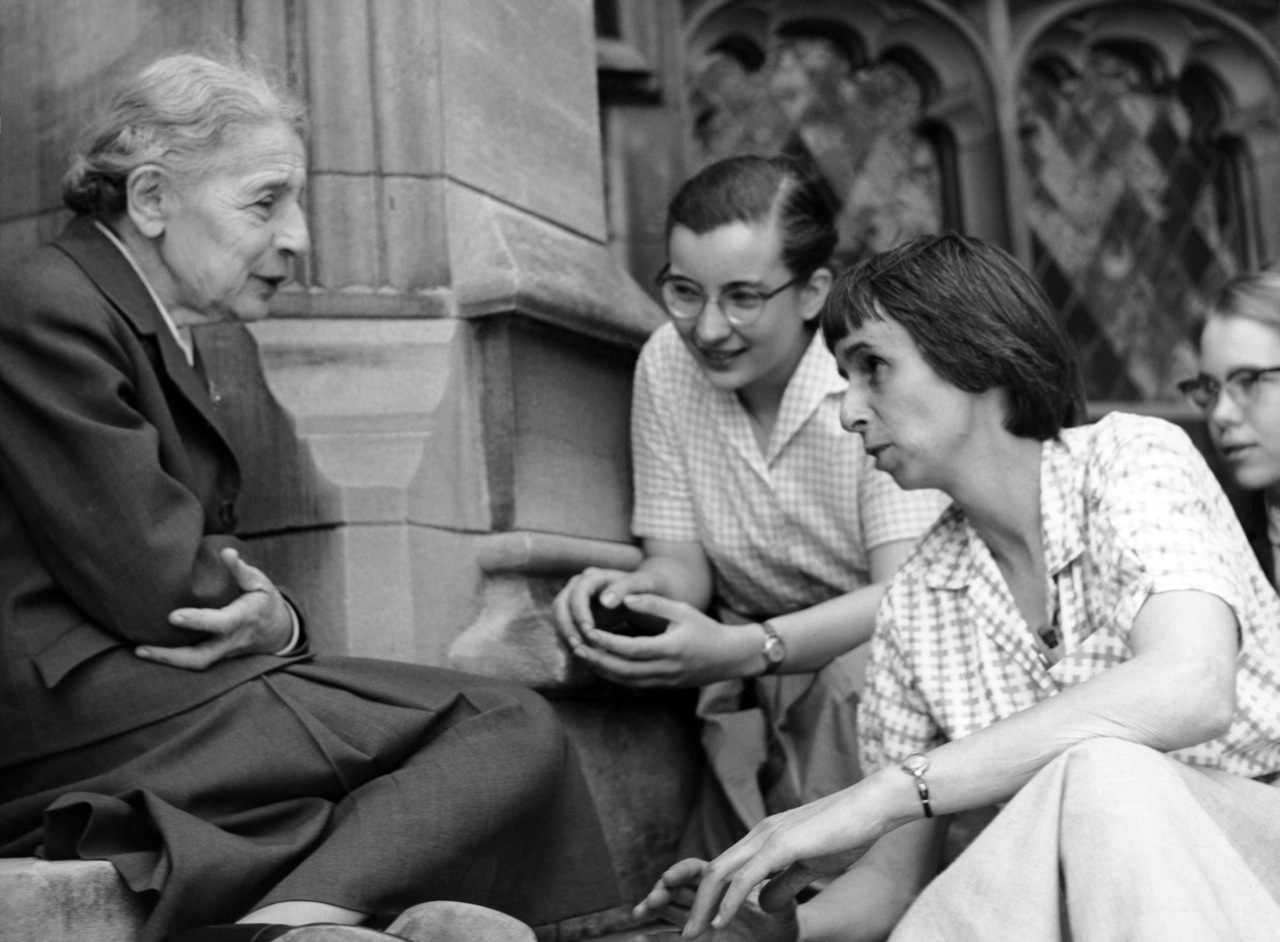
Lise Meitner con unas estudiantes (1959).

Nació en Viena el 7 de noviembre de 1878 en el seno de una familia de clase media alta judía, en la calle Kaiser Josefstraße en el distrito  Leopoldstadt de Viena, la tercera de los ocho hijos del matrimonio de Hedwig y Philipp Meitner.
En el registro de nacimientos de la Comunidad Judía de Viena consta que nació el 17 de noviembre de 1878, pero en otros documentos figura que su fecha de nacimiento es el 7 de noviembre, la cual es la que usó como verdadera. Su padre fue uno de los primeros abogados judíos en ser aceptados en Austria. Lise tenía dos hermanos mayores, Gisela y Auguste (Gusti) y cuatro hermanos menores: Moriz (Fritz), Carola (Lola), Frida y Walter; todos ellos tomaron el camino de los estudios académicos avanzados.
Su padre era un pensador libre y Lise fue criada con estos valores. Aunque sus padres eran nominalmente judíos, recibió una educación cristiana protestante. Se convirtió al cristianismo, siguiendo el Luteranismo, donde se bautizó por la iglesia luterana en 1908. Además, se acortará el nombre a Lise; sus hermanas Gisela y Lola se convertirían al Catolicismo el mismo año.

## Educación
Una de las primeras investigaciones de Meitner empezaron a la edad de ocho años. Las escribía en una libreta que guardaba debajo de la almohada. Desde niña se interesó por las matemáticas y la física. En aquella época los Gymnasium (institutos de enseñanza secundaria superior) solamente admitían a chicos, y ella tuvo que estudiar en una Bürgerschule (escuela municipal de menor rango) para luego examinarse por libre del Matura (equivalente al Abitur alemán, que da acceso a la universidad). En 1899, Meitner empezó a recibir clases particulares con otras dos jóvenes mujeres, concentrando los ocho años de educación secundaria en solo dos. En julio de 1901 se presentaron para el examen externo en la  Akademisches Gymnasium. Solo aprobaron cuatro de las catorce mujeres que se presentaron para el examen, entre ellas Meitner y Henriette Boltzmann (la hija del físico Ludwig Boltzmann).  
Ese mismo año se matriculó en la Universidad de Viena en matemáticas y física. Se entusiasmó con el laboratorio del Instituto de Física situado en el noveno distrito de la ciudad; este contribuyó a que Lise Meitner se decantara por la física como materia principal. Al año siguiente ya empezaron unas clases de mayor nivel de exigencia: Mecánica Analítica, Electricidad y Magnetismo, Elasticidad e Hidrodinámica, Acústica, Óptica, Termodinámica, Teoría Cinética de Gases, así como Física Matemática y un curso de Filosofía de la Ciencia. Este plan de estudios tenía una particularidad: todas las clases las impartía una sola persona, el físico teórico Ludwig Boltzmann. Meitner las calificó, años después, como "lo más hermoso y estimulante que ella había oído". Hacía tan solo cuatro años que las facultades de Austria habían abierto las puertas a las estudiantes femeninas, pero Boltzmann las aceptaba con naturalidad. Lise Meitner se encontraba muy a gusto, encantada con el ambiente que reinaba en la universidad. Desde el principio se interesó por las incógnitas que planteaba la radiactividad. Su tesis titulada Prüfung einer Formel Maxwells ("Examen de la Fórmula de Maxwell") fue presentada el 28 de noviembre de 1905, fue aprobada por Exner y Boltzmann ese mismo día. En 1906 se convirtió en la segunda mujer que obtenía el título de Doctora en Física en la Universidad de Viena, con una tesis sobre la conducción del calor en cuerpos no homogéneos.
Paul Ehrenfest le pidió a Meitner que investigase sobre un artículo de óptica de Rayleigh. En el artículo Rayleigh explicaba fenómenos que no sabía demostrar experimentalmente. Meitner fue más allá, llegó a unas conclusiones basadas en las explicaciones de Rayleigh y las demostró experimentalmente, de esta manera demostró su habilidad para llevar a cabo investigaciones independientes.
Presentó una solicitud para trabajar con Marie Curie en París, pero sin éxito. Durante el primer año tras la obtención del doctorado trabajó, por las tardes, en el Instituto de Física Teórica en Viena. Por la mañana daba clases como profesora en prácticas en una escuela de chicas para tener una mínima independencia económica. En junio de 1907 publicó un artículo sobre las partículas alfa en la Physikalische Zeitschrift. Ella había realizado uno de los primeros experimentos que conducirían al átomo nuclear de Rutherford. Sin embargo, la joven investigadora no veía un futuro para ella en Viena, aparte de la enseñanza, que no le interesaba. Se armó de valor y les pidió a sus padres que siguieran manteniéndola para irse por dos años a Berlín, y éstos accedieron.

## Instituto Friedrich Wilhelm

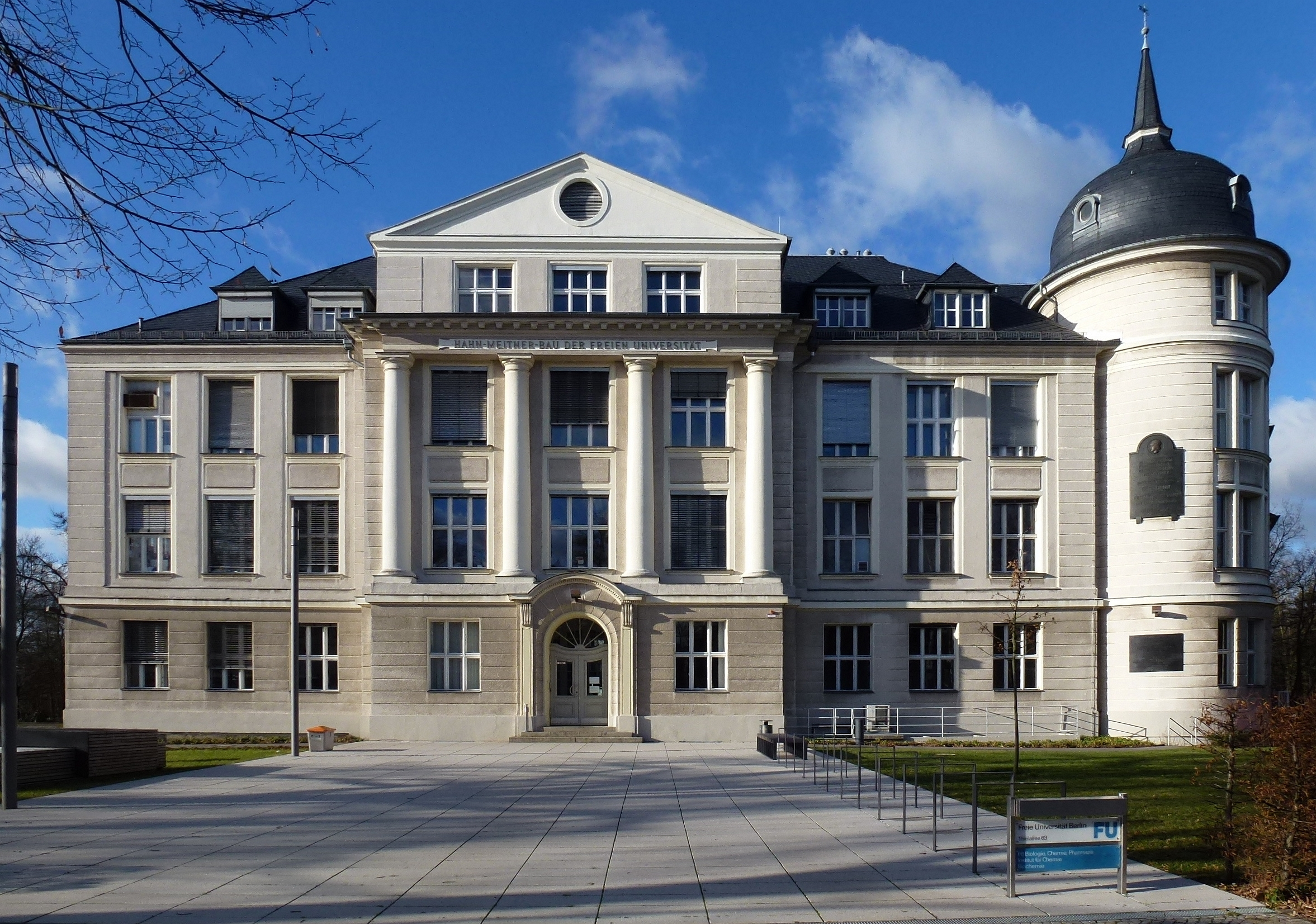
Instituto Kaiser Wilhelm de Química, hoy edificio Hahn-Meitner de la Universidad Libre de Berlín

En 1907 se trasladó a Berlín para seguir en la Universidad Humboldt las clases del físico Max Planck, de quien había oído hablar, aunque no sabía nada más de él; ni siquiera conocía su teoría cuántica. Tampoco sabía que a las mujeres se les negaba el acceso a las universidades de Prusia. Por fortuna, Max Planck le permitió que asistiera a sus clases, gesto de gran rareza pues se oponía a la admisión de mujeres en la universidad.
Lise Meitner se dirigió al director del Instituto de Física Experimental, Heinrich Rubens, para trabajar allí por las tardes. Este la aceptó de buen grado y además le comunicó que Otto Hahn había mostrado interés en colaborar con ella. Los dos se llegaron a hacer muy amigos en las tres décadas en las que se dedicaron a desvelar los misterios del átomo y la radiactividad (amistad sujeta siempre a los rígidos códigos sociales de la época). De momento, el único problema era que, dado el veto a las mujeres que prevalecía en la universidad, Lise tenía que entrar a escondidas, por una puerta trasera, en el sótano del Instituto de Química, que en su día fue un taller de carpintería y que Otto había acondicionado como laboratorio. Si quería ir al baño, tenía que usar el del restaurante de al lado. Esa situación se prolongó durante un año. Lise no tenía más dinero que la modesta cantidad que le enviaban sus padres, y llevaba por tanto una vida muy frugal, alquilada en una habitación de estudiantes y tomando nota de cada céntimo que gastaba. Pero no se sentía desgraciada por ello, pues al margen de su afición por la física, que tanto la llenaba, no le faltaba vida social. Hacía caminatas con una estudiante de Botánica; acudía a las veladas de música en casa de su admirado Max Planck (a las que unos años más tarde se sumaría Einstein como violinista)), e hizo amistad con sus hijas; otras parejas de compañeros la invitaban a la ópera o a excursiones en coche. Varias veces al año viajaba a Viena a visitar a su familia. Sentía nostalgia por su ciudad, pero no se arrepentía de haberse instalado en Berlín. 
Durante su primer año, Meitner y Hahn publicaron tres ponencias en 1908 y otros seis más en 1909 como coautores. También descubrieron y desarrollaron el método de separación física conocido como retroceso radioactivo, en el que un núcleo hijo es expulsado con fuerza de su matriz a medida que retrocede en el momento de la descomposición. Meitner observó que ese retroceso radioactivo podría ser una nueva forma para detectar substancias radioactivas. 
Meitner le interesaba en particular la radiación beta. Para esta época, se conocían como electrones. Las partículas Alpha fueron emitidas con una energía específica y dedujo que esto podría suceder también en las partículas beta. Midieron la absorción de las partículas beta con aluminio, pero los resultados fueron difíciles de entender. En 1914, James Chadwick descubrió que los electrones expulsados por el núcleo atómico formaban un espectro continuo, pero Meitner creía en esta teoría, debido a que contradecía la mecánica cuántica. 

## Instituto Kaiser Wilhelm de química
En 1912, Meitner y Hahn se trasladaron al recién fundado Instituto Kaiser Wilhelm de química. Hahn aceptó una oferta de Fischer para convertirse en asistente júnior a cargo de su sección de radioquímica, el primer laboratorio de este tipo en Alemania. También le ofrecieron el título de "maestro" y un sueldo de 5000 marcos por año. Meitner trabajó como invitada sin recibir ningún sueldo. Años más tarde, a pesar de las dificultades económicas y el miedo que sufría Meitner por tener que volver a Viena, debido a la muerte de su padre en 1910, Planck la contrató como su asistente en el Instituto de Física teórica en la universidad Friedrich Wilhelm. Este fue su primer sueldo como asistente, el rango más bajo en la jerarquía académica, convirtiéndose así en la primera mujer asistente científica en Prusia.
Meitner conoció al Kaiser Guillermo II de Alemania en la inauguración oficial del KWI de química el 23 de octubre de 1912. En los años siguientes la ascendieron de rango a Mitglied (Miembro) de la institución, el mismo puesto que Hahn pero con menos sueldo. El laboratorio pasó a llamarse Hahn-Meitner. En la investigación del Mesotorio (Radio-228), creado para fines médicos, Hahn recibió 66 000 marcos, de los cuales Meitner recibió un diez por ciento. En 1914, Meitner recibió una oferta de trabajo en Praga. Como Fischer no quería que Meitner se fuese, le duplicó el salario a 3000 marcos.

## Primera Guerra Mundial y el descubrimiento del protactinio
En julio de 1914, poco antes del inicio de la guerra mundial en agosto, Hahn fue reclutado por el ejército para formar parte de un regimiento Landwehr. Al mismo tiempo, Meitner emprendió en la práctica de nuevas técnicas de rayos-x y a su vez realizaba un curso de anatomía en el hospital central de Lichterfelde. Mientras tanto terminó ambos trabajos del espectro de rayos beta que empezó junto a Hahn y Baeyer antes de la guerra. También terminó su estudio independiente sobre la cadena de desintegración del uranio. En julio de 1915 regresó a Viena, donde se unió a la armada austriaca como técnico-enfermera de rayos-x en el Departamento de Radiología de un hospital austriaco. Su unidad se desplegó por el Frente oriental en Polonia y el Frente italiano. Fue dada de baja en 1916.
Meitner regresó al KWI de química y siguió con sus investigaciones pendientes debido a la guerra. En enero de 1917, fue ascendida a directora de su propio departamento de física. El laboratorio Hahn-Meitner se dividió en dos para cada uno y su sueldo en la asociación aumentó a 4000 marcos. Con el retorno de Hahn, discutieron la continuación del trabajo que tenían en desarrollo antes de la guerra: la investigación del isotopo madre del actinio. Según las Leyes de Soddy-Fajans, este elemento debería ser un isótopo desconocido del elemento 91 de la tabla periódica, justo entre el torio y el uranio. Kasimir Fajans y Oswald Helmuth Göhring descubrieron este elemento en 1913 y lo nombraron "Brevium" debido a su corta vida media. Sin embargo, ese isótopo encontrado fue un emisor beta, por consiguiente no puede ser el isótopo madre del actinio. Tenía que ser otro isótopo del mismo elemento.
En 1914 Hahn y Meitner desarrollaron una nueva técnica para separar el grupo del tantalio de la uraninita. Debido a la falta de apoyo, tanto por parte de Hahn y por parte de los demás ayudantes del laboratorio, Meitner tuvo que hacerlo por su cuenta. En febrero, Meitner extrajo 2 gramos de óxido de silicio (SiO2) de 21 gramos de uraninita. De esos 2 gramos, a 0.5 le añadió fluoruro de tántalo(V) (TaF5), se disolvió en fluoruro de hidrógeno (HF). La hirvió en una concentración de ácido sulfúrico (H2SO4) y precipitó lo que se creía que era el elemento 91. Verificó que era un emisor Alpha. Con la llegada de Hahn en abril, ambos idearon una serie de indicadores para descartar los otros emisores Alpha conocidos hasta la fecha. Solo conocían unos con un comportamiento químico similar: isótopos de plomo (que se desintegraba en emisores Alpha, polonio-210) y el torio-230.
Aunque Fajans y Göhring habían sido los primeros en descubrir el elemento, se requería que el elemento tuviese una vida más larga y mayor abundancia de isótopos y el brevium no era este caso. Meitner llamó al elemento "Protactinio".

## Huida de Alemania
Con el Anschluss, la unificación de Alemania con Austria el 12 de marzo de 1938, Meitner perdió su ciudadanía austríaca. Niels Bohr le ofreció dar una conferencia en Copenhague y Paul Scherrer la invitó a asistir a un congreso en Suiza, con todos los gastos pagados. Carl Bosch aun así dijo que podía permanecer en el KWI de Química, pero en mayo supo que el Ministerio de Ciencia, Educación y Cultura del Reich estaba investigando su caso. El 9 de mayo decidió aceptar la invitación de Bohr para ir a Copenhague, donde trabajaba Frisch, pero cuando fue al consulado danés para obtener una visa de viaje, le dijeron que Dinamarca ya no reconocía su pasaporte austriaco como válido. No podía irse a Dinamarca, ni a Suiza ni a ningún otro país.
Bohr llegó a Berlín en junio muy preocupado. Cuando regresó a Copenhague, comenzó a buscar un puesto para Meitner en Escandinavia. Además, le pidió a Hans Kramers que averiguara si había algo disponible en los Países Bajos. Kramers se puso en contacto con Coster, quien a su vez notificó a Adriaan Fokker. Coster y Fokker intentaron asegurar un puesto para Meitner en la Universidad de Groningen. Descubrieron que la Fundación Rockefeller no apoyaría a las científicas refugiadas y que la Federación Internacional de Mujeres Universitarias se había visto inundada de solicitudes de apoyo de Austria. El 27 de junio, Meitner recibió una oferta de un puesto de un año en el nuevo laboratorio de Manne Siegbahn en Estocolmo, entonces en construcción, que estaría dedicado a la física nuclear, y decidió aceptarlo. Pero el 4 de julio se enteró de que ya no se concedería permiso a los académicos para viajar al extranjero.
A través de Bohr en Copenhague, Peter Debye se comunicó con Coster y Fokker y se acercaron al Ministerio de Educación de los Países Bajos con un llamamiento para que Meitner pudiera venir a los Países Bajos. Como a los extranjeros no se les permitía trabajar con salario, se requería un nombramiento como docente privado no asalariado. Wander Johannes de Haas y Anton Eduard van Arkel organizaron uno en la Universidad de Leiden. Coster también habló con el jefe de los guardias fronterizos, quien le aseguró que Meitner sería admitida. Un amigo de Coster, E. H. Ebels, era un político local de la zona fronteriza y habló directamente con los guardias de la frontera. El 11 de julio, Coster llegó a Berlín, donde permaneció con Debye. A la mañana siguiente, Meitner llegó temprano al KWI de Química y Hahn le informó sobre el plan. Para evitar sospechas, mantuvo su rutina habitual, permaneciendo en el instituto hasta las 20:00 horas corrigiendo uno de los trabajos de la asociada para su publicación. Hahn y Paul Rosbaud la ayudaron a empacar dos maletas pequeñas, que solo llevaban ropa de verano. Hahn le dio un anillo de diamantes que había heredado de su madre en caso de emergencia. Tan sólo llevó 10 marcos en su bolso. Posteriormente pasó la noche en la casa de Hahn. A la mañana siguiente, Meitner se encontró con Coster en la estación de tren, donde fingieron haberse conocido por casualidad. Viajaron en una línea poco utilizada hasta la estación de tren de Bad Nieuweschans en la frontera, que cruzaron sin incidentes. Los guardias fronterizos alemanes podrían haber pensado que Frau Professor era la esposa de un profesor. Un telegrama de Pauli informó a Coster que ahora era «tan famoso por el secuestro de Lise Meitner como por el descubrimiento del hafnio».
Meitner se enteró el 26 de julio de que Suecia le había concedido permiso para entrar con su pasaporte austriaco y dos días después voló a Copenhague, donde fue recibida por Frisch y se quedó con Niels y Margrethe Bohr en su casa de vacaciones en Tisvilde. El 1 de agosto tomó el tren a Estocolmo, donde fue recibida en la estación de Gotemburgo por Eva von Bahr. Tomaron un tren y luego una máquina a vapor hasta la casa de von Bahr en Kungälv, donde permaneció hasta septiembre. Hahn les dijo a todos en el KWI de Química que Meitner había ido a Viena para visitar a sus familiares y unos días después, el instituto había cerrado por las vacaciones de verano. El 23 de agosto, escribió a Bosch solicitando su jubilación. Trató de enviar sus pertenencias a Suecia, pero el Ministerio de Educación del Reich insistió en que permanecieran en Alemania. Meitner también estaba preocupada por su familia en Austria. Una de sus primeras acciones en Suecia fue solicitar un permiso de inmigración sueco para Gusti y su esposo Justiniano (Jutz) Frisch. Hahn seleccionó a Josef Mattauch para reemplazarla como jefe de la sección de física y fue a Viena para ofrecerle el trabajo. Mientras estuvo allí cenó con las hermanas de Meitner, Gusti y Gisela, y sus maridos Jutz Frisch y Karl Lion el 9 de noviembre. Al día siguiente, Gusti le informó que Jutz Frisch había sido arrestado. Ese día, Meitner llegó a Copenhague. Tramitar una visa de viaje había sido difícil con su pasaporte austriaco inválido. Hahn se reunió con ella en Copenhague el 13 de noviembre y mantuvo conversaciones sobre la investigación del uranio con Meitner, Bohr y Otto Robert Frisch. Los físicos, en particular Meitner, le dijeron que los resultados de los experimentos, en particular el supuesto descubrimiento de isómeros de radio, no podían ser correctos y que los experimentos tendrían que volver a realizarse.

## Fisión nuclear

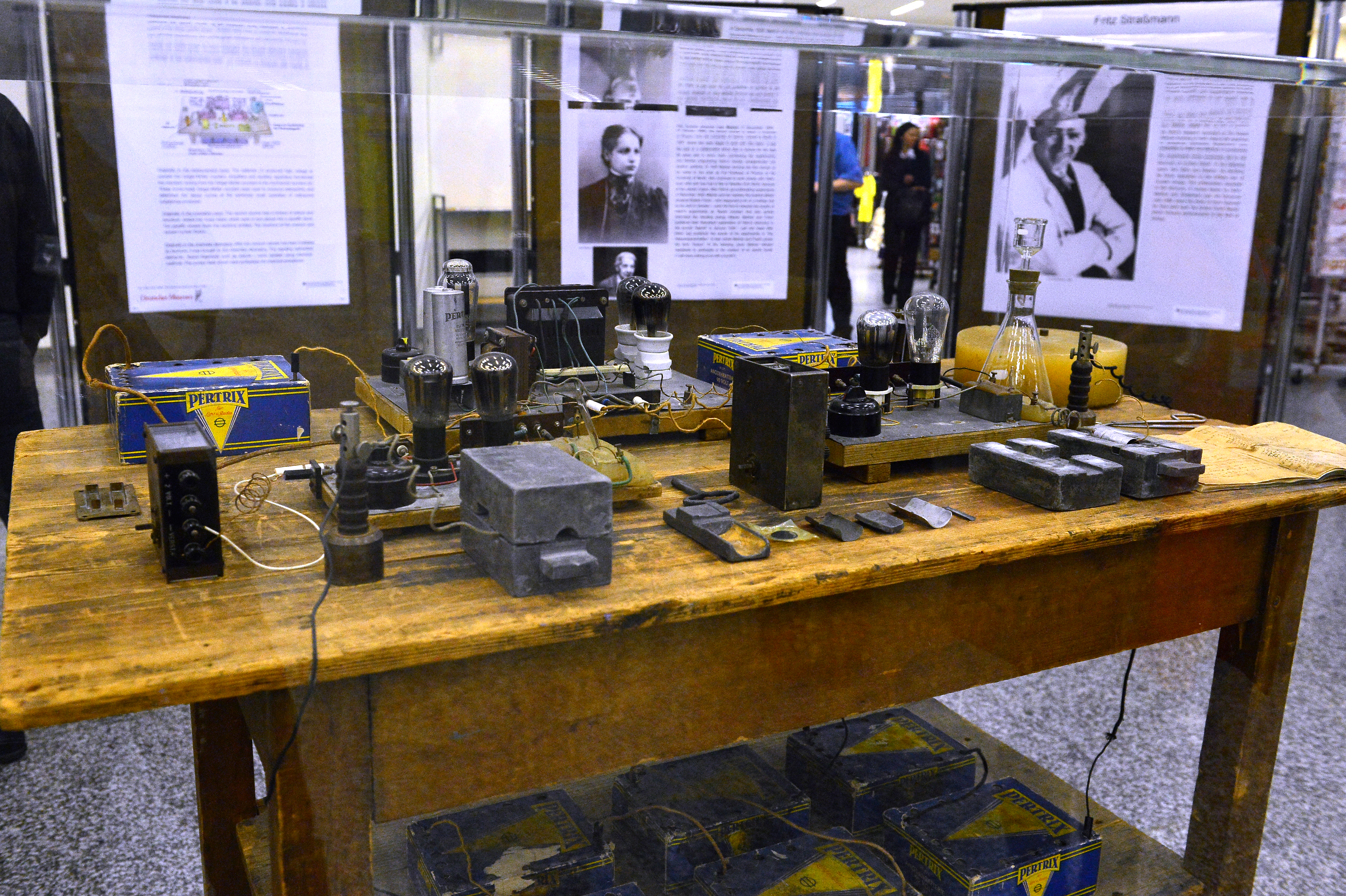
Exposición organizada por la Misión Permanente de la República Federal de Alemania para conmemorar el 75º aniversario del descubrimiento de la fisión nuclear, en el Centro Internacional de Viena. Réplica de la mesa de laboratorio del Dr. Otto Hahn, cedida por el Deutsches Museum de Múnich. Viena (Austria), 25 de noviembre de 2013.

Colaboró con Otto Hahn durante más de treinta años, con quien descubrió el protactinio en 1918. Fue wissenschaftliches Mitglied (miembro científico) en el Instituto Kaiser Wilhelm de Química desde 1913, después de su habilitación en 1922 se convirtió en profesora de Física Nuclear Experimental en la Universidad de Berlín, la primera profesora de Física en Alemania; ocupó este puesto desde 1926 hasta 1933. A finales de 1938 tuvo que abandonar Alemania, forzada por las Leyes de Núremberg del Gobierno de la Alemania nazi, y se unió al personal de investigación atómica del Instituto de Manne Siegbahn en la Universidad de Estocolmo, en donde estableció contacto con su sobrino, Otto Frisch. Con la contribución de Meitner, Otto Hahn y Fritz Strassmann produjeron el primer ejemplo de la fisión nuclear creada por personas, aunque no se dieron cuenta de lo logrado hasta que ella supo interpretar los resultados. En 1939 Hahn publicó su trabajo omitiendo el nombre de Meitner alegando que el régimen nazi no le habría dejado incluir una autora judía. Meitner y Frisch explicaron el fenómeno mediante el modelo de la gota líquida, introduciendo el término de fisión nuclear, en un trabajo publicado en la revista Nature. A pesar de su investigación sobre la teoría atómica y la radiactividad y de allanar con su descubrimiento de la obtención del punto de fisión el camino a Otto Hahn, el hecho de no aparecer como coautora fue esgrimido por el comité Nobel para otorgar solo a Otto Hahn el premio Nobel de Química de 1944, excluyendo a Meitner. Sin embargo, recibió el reconocimiento por sus contribuciones a la física en 1966, cuando le fue concedido el Premio Enrico Fermi en Estados Unidos.
Sugirió la existencia de la reacción en cadena, con lo que contribuyó al desarrollo de la bomba atómica. Sin embargo, estaba en contra de que se usaran sus descubrimientos para la bomba atómica. En su honor se nombró «meitnerio» al elemento químico 109.
Meitner se naturalizó ciudadana sueca en 1949. Se jubiló en 1960 y se trasladó a vivir al Reino Unido, donde vivían la mayoría de sus parientes. Lise Meitner murió en Cambridge, el 27 de octubre de 1968. Conforme a sus deseos, fue enterrada en Bramley (Hampshire) junto a su hermano Walter, fallecido en 1964. Su sobrino Otto Frisch fue quien compuso la inscripción de su lápida, «Lise Meitner: una física que nunca perdió su humanidad».

## Premio Nobel por la fisión nuclear
Aunque Meitner recibió varios honores durante su vida, nunca recibió el Premio Nobel, ya que este fue solo otorgado a Otto Hahn, por el descubrimiento de la fisión nuclear. Fue nominada 49 veces para Premios Nobel en Física y Química pero nunca ganó ninguno. El 15 de noviembre de 1945, la Real Academia de las Ciencias de Suecia anunció que Hahn había sido otorgado el Premio Nobel en Química por su descubrimiento de la fisión de núcleos atómicos pesados. Meitner fue la que les dijo a Hahn y Strassman que debían hacer pruebas más en detalle del radio, y fue ella la que le dijo a Hahn que era posible que el núcleo de uranio se desintegrase. Sin estas contribuciones de Meitner, no habría sido posible para Hahn descubrir que el núcleo de uranio se puede dividir por la mitad.

En 1945, el Comité Nobel de Química en Suecia que seleccionó el Premio Nobel de Química decidió otorgar ese premio únicamente a Hahn: Hahn solo se enteró por un periódico mientras estaba internado en Farm Hall en Cambridgeshire, Inglaterra. En la década de 1990, los registros sellados durante mucho tiempo de los procedimientos del Comité Nobel se hicieron públicos, y la biografía completa de Meitner publicada en 1996 por Ruth Lewin Sime aprovechó este desprecintado para reconsiderar la exclusión de Meitner. En un artículo de 1997 en la revista Physics Today de la American Physical Society, Sime y sus colegas Elisabeth Crawford y Mark Walker escribieron:
Parece que Lise Meitner no compartió el premio de 1944 porque la estructura de los comités del Nobel no era adecuada para evaluar el trabajo interdisciplinario; porque los miembros del comité de química no pudieron o no quisieron juzgar su contribución de manera justa; y porque durante la guerra los científicos suecos confiaron en su propia experiencia limitada. La exclusión de Meitner del premio de química bien puede resumirse como una mezcla de sesgo disciplinario, obtusidad política, ignorancia y prisa.
El comité de física de cinco miembros incluía a Manne Siegbahn, su exalumno Erik Hulthén, profesor de física experimental en la Universidad de Uppsala, y Axel Lindh, quien finalmente sucedió a Hulthén. Los tres formaban parte de la escuela Siegbahn de espectroscopia de rayos X. La mala relación entre Siegbahn y Meitner fue un factor aquí, al igual que el sesgo hacia la física experimental en lugar de teórica. En su informe sobre el trabajo de Meitner y Frisch, Hulthén se basó en documentos de antes de la guerra. No pensó que su trabajo fuera innovador, y argumentó que el premio de física se otorgaba por trabajo experimental en lugar de teórico, lo que no había sido el caso durante muchos años.
En ese momento, la propia Meitner escribió en una carta: "Seguramente Hahn merecía plenamente el Premio Nobel de Química. Realmente no hay duda al respecto. Pero creo que Frisch y yo contribuimos algo no insignificante a la clarificación del proceso de fisión del uranio: cómo se origina y que produce tanta energía y eso era algo muy remoto para Hahn". La recepción de Hahn de un Premio Nobel era largamente esperada. Tanto él como Meitner habían sido nominados para los premios de química y física varias veces, incluso antes del descubrimiento de la fisión nuclear. Según el archivo del Premio Nobel, fue nominada 19 veces para el Premio Nobel de Química entre 1924 y 1948, y 30 veces para el Premio Nobel de Física entre 1937 y 1967. Sus nominadores incluyeron a Arthur Compton, Dirk Coster, Kasimir Fajans, James Franck, Otto Hahn, Oscar Klein, Niels Bohr, Max Planck y Max Born. A pesar de no haber sido galardonada con el Premio Nobel, Meitner fue invitada a asistir a la Reunión del Premio Nobel de Lindau en 1962. Max Perutz, el premio Nobel de química de 1962, llegó a una conclusión similar: "Habiendo estado encerrado en los archivos del Comité Nobel estos cincuenta años, los documentos que condujeron a este injusto premio ahora revelan que las prolongadas deliberaciones del jurado del Nobel se vieron obstaculizadas por la falta de apreciación tanto del trabajo conjunto que había precedido al descubrimiento como de las contribuciones escritas y verbales de Meitner después de su huida de Berlín".

## Últimos años
El 14 de enero de 1939, Meitner se enteró de que su cuñado Jutz había sido liberado de Dachau y que a él y a su hermana Gusti se les permitió emigrar a Suecia. El jefe de Jutz, Gottfried Bermann, había escapado a Suecia, y le ofreció a Jutz su antiguo trabajo en la editorial. Niels Bohr intercedió ante un funcionario sueco, Justitieråd Alexandersson, quien afirmó que Jutz recibiría un permiso de trabajo a su llegada a Suecia. Trabajó allí hasta que se jubiló en 1948 y luego se mudó a Cambridge para unirse a Otto Robert Frisch. Su hermana Gisela y su cuñado Karl Lion se mudaron a Inglaterra, Meitner también consideró mudarse a Gran Bretaña. Visitó Cambridge en julio de 1939 y aceptó una oferta de William Lawrence Bragg y John Cockcroft de un puesto en el Laboratorio Cavendish con un contrato de tres años con Girton College, Cambridge, pero la Segunda Guerra Mundial estalló en septiembre de 1939 antes de que pudiera. dar el paso.

En Suecia, Meitner continuó su investigación lo mejor que pudo. Midió las secciones transversales de neutrones de torio, plomo y uranio utilizando disprosio como detector de neutrones, una técnica de ensayo iniciada por George de Hevesy e Hilde Levi. Pudo hacer los arreglos para que Hedwig Kohn, que se enfrentaba a la deportación a Polonia, viniera a Suecia y, finalmente, emigrara a los Estados Unidos, viajando a través de la Unión Soviética. Ella no logró sacar a Stefen Meyer, pero él logró sobrevivir a la guerra. Además rechazó una oferta para unirse a Frisch en la misión británica al Proyecto Manhattan en el Laboratorio de Los Álamos y declaró: "¡No tendré nada que ver con una bomba!". Más tarde dijo que los bombardeos atómicos de Hiroshima y Nagasaki fueron una sorpresa para ella, y afirmó que "lamentaba que la bomba tuviera que ser inventada". Después de la guerra, Meitner reconoció el fallo moral que cometió al permanecer en Alemania (por su ascendencia judía) de 1933 a 1938. Escribió: "No solo fue estúpido, sino muy incorrecto que no me fuera de inmediato". No solo lamentó su inacción durante este período, sino que también fue crítica con Hahn, Max von Laue, Werner Heisenberg y otros científicos alemanes que participaron en la invención de las bombas. En una carta de junio de 1945 dirigida a Hahn, pero que nunca recibió, ella escribió: 
Todos ustedes trabajaron para la Alemania nazi. Y ni siquiera intentaste la resistencia pasiva. De acuerdo, para absolver tu conciencia ayudaste a alguna persona oprimida aquí y allá, pero millones de seres humanos inocentes fueron asesinados y no hubo protesta. Aquí, en la Suecia neutral, mucho antes del final de la guerra, hubo una discusión sobre lo que debería hacerse con los académicos alemanes una vez que termine la guerra. Entonces, ¿qué deben estar pensando los ingleses y los estadounidenses? Yo y muchos otros somos de la opinión de que el único camino para usted sería hacer una declaración abierta de que es consciente de que a través de su pasividad comparte la responsabilidad de lo que ha sucedido y que tiene la necesidad de trabajar por lo que se puede hacer. Pero muchos piensan que es demasiado tarde para eso. Esta gente dice que primero traicionaste a tus amigos, luego a tus hombres y a tus hijos al permitirles arriesgar sus vidas en una guerra criminal, y finalmente que traicionaste a la propia Alemania, porque cuando la guerra ya era bastante desesperada, nunca hablaste contra la destrucción sin sentido de Alemania. Eso suena despiadado pero sin embargo creo que la razón por la que te escribo esto es la verdadera amistad. En los últimos días uno había oído hablar de cosas increíblemente espantosas en los campos de concentración; supera todo lo que uno temía anteriormente. Cuando escuché en la radio inglesa un informe muy detallado de los ingleses y estadounidenses sobre Belsen y Buchenwald, comencé a llorar en voz alta y me quedé despierta toda la noche. Y si hubieras visto a esa gente que fue traída aquí desde los campamentos. Uno debería tomar a un hombre como Heisenberg y millones como él, y obligarlos a mirar estos campos y las personas mártires. La forma en que apareció en Dinamarca en 1941 es inolvidable.
Después del bombardeo de Hiroshima, Meitner descubrió que se había convertido en una celebridad. Tuvo una entrevista radial con Eleanor Roosevelt, y unos días después otra con una emisora de radio en Nueva York, durante la cual escuchó la voz de su hermana Frida por primera vez en años. "Soy descendiente de judíos", le dijo a Frida, "no soy judía por creencia, no sé nada de la historia del judaísmo y no me siento más cercana a los judíos que a otras personas". El 25 de enero de 1946, Meitner llegó a Nueva York, donde fue recibida por sus hermanas Lola y Frida, y por Frisch, quien había hecho el viaje de dos días en tren desde Los Álamos. El esposo de Lola, Rudolf Allers, organizó una cátedra visitante para Meitner en la Universidad Católica de América. Meitner dio conferencias en la Universidad de Princeton, la Universidad de Harvard y la Universidad de Columbia, y discutió sobre física con Albert Einstein, Hermann Weyl, Tsung-Dao Lee,  Chen-Ning Yang e Isidor Isaac Rabi. Fue a Durham, Carolina del Norte y vio a Hertha Sponer y Hedwig Kohn, y pasó una noche en Washington D. C., con James Chadwick, quien ahora era el jefe de la Misión Británica en el Proyecto Manhattan. También conoció al director del proyecto, el general de división Leslie Groves. Habló en el Smith College y fue a Chicago, donde conoció a Enrico Fermi, Edward Teller, Victor Weisskopf y Leo Szilard. El 8 de julio, Meitner abordó el RMS Queen Mary rumbo a Inglaterra, donde se reunió con Erwin Schrödinger, Wolfgang Pauli y Max Born. Hubo celebraciones tardías por el 300 cumpleaños de Isaac Newton, pero el único alemán invitado a asistir fue Max Planck.

## Premios y distinciones
Meitner fue elogiada por Albert Einstein como la "Marie Curie alemana". En su visita a los Estados Unidos en 1946, recibió el premio de "Mujer del año" del National Press Club y cenó con el presidente de los Estados Unidos, Harry S. Truman, en el Women´s National Press Club. Recibió la Medalla Leibniz de la Academia de Ciencias de Prusia en 1924, el Premio Lieben de la Academia de Ciencias de Austria en 1925, el Premio Ellen Richards en 1928, el Premio de Ciencias de la Ciudad de Viena en 1947, la Medalla Max Planck de la Academia Alemana de Ciencias Físicas junto con Hahn en 1949, el Premio inaugural de Otto Hahn de la Sociedad Alemana de Química en 1954, la Medalla Wilhelm Exner en 1960, y en 1967, la Condecoración Austriaca para la Ciencia y el Arte. El presidente de Alemania, Theodor Heuss, le otorgó la orden alemana más alta para científicos, la clase de paz de la Pour le Mérite en 1957, el mismo año que a Hahn. Meitner se convirtió en miembro extranjero de la Real Academia Sueca de Ciencias en 1945 y miembro de pleno derecho en 1951, lo que le permitió participar en el proceso del Premio Nobel. Cuatro años más tarde fue elegida Miembro Extranjero de la Royal Society. También fue elegida Miembro Honorario Extranjero de la Academia Estadounidense de las Artes y las Ciencias en 1960. Recibió doctorados honorarios del Adelphi College, de la Universidad de Rochester, la Universidad de Rutgers y el Smith College en los Estados Unidos, la Universidad Libre de Berlín en Alemania, y la Universidad de Estocolmo en Suecia.
En septiembre de 1966, la Comisión de Energía Atómica de los Estados Unidos otorgó conjuntamente el Premio Enrico Fermi a Hahn, Strassmann y Meitner por su descubrimiento de la fisión. La ceremonia se llevó a cabo en el palacio Hofburg en Viena. Era la primera vez que este premio no se otorgaba a estadounidenses, y la primera vez que se entregaba a una mujer. El diploma de Meitner llevaba grabado: "Por investigaciones pioneras en las radiactividades naturales y extensos estudios experimentales que condujeron al descubrimiento de la fisión". El diploma de Hahn fue ligeramente diferente y llevaba grabado: "Por investigación pionera en las radiactividades naturales y extensos estudios experimentales que culminaron en el descubrimiento de la fisión". Hahn y Strassmann estaban presentes, pero Meitner estaba demasiado enferma para asistir al evento, por lo que Frisch aceptó el premio el su nombre. Glenn Seaborg, el descubridor del plutonio, se lo entregó en la casa de Max Perutz en Cambridge el 23 de octubre de 1966.
Después de su muerte en 1968, Meitner recibió muchos honores de nombramiento. En 1997, el elemento 109 se denominó meitnerio. Ella es la primera y hasta ahora la única mujer no mitológica a la que se le honra exclusivamente (ya que el curio recibió su nombre tanto de Marie como de Pierre Curie). Otros de los honores dados en su nombre fueron el Hahn-Meitner-Institut en Berlín, cráteres en la Luna y Venus, y el asteroide del cinturón principal (6999) Meitner. En el año 2000, la Sociedad Europea de Física estableció el "Premio Lise Meitner" bianual para la investigación en ciencia nuclear. En 2006, la Universidad de Gotemburgo y la Universidad Tecnológica de Chalmers en Suecia establecieron el "Premio Lise Meitner de Gotemburgo";  el cual se otorga anualmente a científicos que contribuyen en la investigación y descubrimiento de un gran avance en la física. En octubre de 2010, el edificio de la Universidad Libre de Berlín que una vez albergó el KWI de Química, y se conocía como el Edificio Otto Hahn desde 1956, pasó a llamarse Edificio Hahn-Meitner, y en julio de 2014 una estatua de Meitner se inauguró en el jardín de la Universidad Humboldt de Berlín junto a estatuas similares de Hermann von Helmholtz y Max Planck.
Escuelas y calles recibieron su nombre en muchas ciudades de Austria y Alemania, y una calle residencial corta en Bramley, su lugar de descanso, llamada Meitner Close. Desde 2008, la Sociedad Austriaca de Física junto con la Sociedad Alemana de Física organizan las "Conferencias Lise-Meitner", una serie de charlas públicas anuales impartidas por distinguidas mujeres físicas. En 2016, el Instituto de Física de Reino Unido estableció la Medalla Meitner por la participación pública en la física. En 2017, la Agencia de Proyectos de Investigación Avanzada-Energía de los Estados Unidos nombró un importante programa de investigación de energía nuclear en su honor. Finalmente, el 6 de noviembre de 2020 se lanzó al espacio un satélite que lleva su nombre (ÑuSat 16 o "Lise").

## Eponimia
- El cráter lunar Meitner lleva este nombre en su memoria.[55]
- El cráter de Venus Meitner también conmemora su nombre.[56]
- Asimismo, el asteroide (6999) Meitner recibió este nombre en su honor.[57][58]
- El elemento nº 109 de la tabla periódica, el Meitnerio, lleva su nombre.